# Rovaš
Rováš je bila preklana palica z vrezi na obeh polovicah. Uporabljali so jo za obračunavanje dnin, dolgov, storitev, glasov pri volitvah,... 
Do danes se je ohranil izrek »To gre na moj rovaš«, kar pomeni »To gre na moj račun«.